# Église Saint-Jean-Baptiste de Diusse
L'église Saint-Jean-Baptiste est une église catholique située à Diusse, en France.

## Localisation
L'église est située dans le département français des Pyrénées-Atlantiques, sur la commune de Diusse.

## Historique
L'édifice est inscrit au titre des monuments historiques en 1997 et classé en 1999.